# Sorex trowbridgii
Sorex trowbridgii (мідиця Троубріджа) — вид роду мідиць (Sorex) родини мідицевих (Soricidae).

## Поширення
Країни поширення: Канада (Британська Колумбія), США (Каліфорнія, Орегон, Вашингтон). Живе від рівня моря до 1820 м над рівнем моря. Знаходиться в зрілому лісі (сухому чи вологому) з густим підліском, лісових каньйонах і ярах, болотистих лісах, глибоких травах.

## Стиль життя
Максимальна тривалість життя оцінюється приблизно в 18 місяців. Населення знижується після лісових пожеж. Їжею є комахи, павуки, черв'яки, насінням, особливо в зимовий період. Він активний протягом усього року.